# Juan Alberto Schiaffino
Juan Alberto "Pepe" Schiaffino Vilano (28. srpnja 1925. – 13. studenog 2002.) – urugvajsko-talijanski nogometaš
Igrao je u urugvajskom klubu Peñarol s kojim je osvojio urugvajsko prvenstvo 1949., 1951., 1953. i 1954. Bio je najbolji strijelac lige 1945. Igrao je za talijanski Milan od 1954. U 171. nastupu dao je 60 golova. S klubom je osvojio talijansko prvenstvo 1955., 1957. i 1959. Igrao je u finalu Kupa prvaka, u kojem je Milan izgubio od Reala Madrida 1958.
Nastupao je za dvije reprezentacije. Za reprezentaciju Urugvaja igrao je od 1946. do 1954., a za reprezentaciju Italije od 1954. do 1958. Na Svjetskom prvenstvu 1950. u Brazilu, s Urugvajem je osvojio naslov svjetskih prvaka pobijedivši u finalu Brazil u Rio de Janeiru na Maracani pred punim stadionom. Nastupio je i na Svjetskom prvenstvu 1954., kada je Urugvaj bio 4.
Nogometni časopis World Soccer stavio ga je na 70. mjesto najboljih nogometaša svih vremena u izboru 1999. godine.